# Plume sétiforme

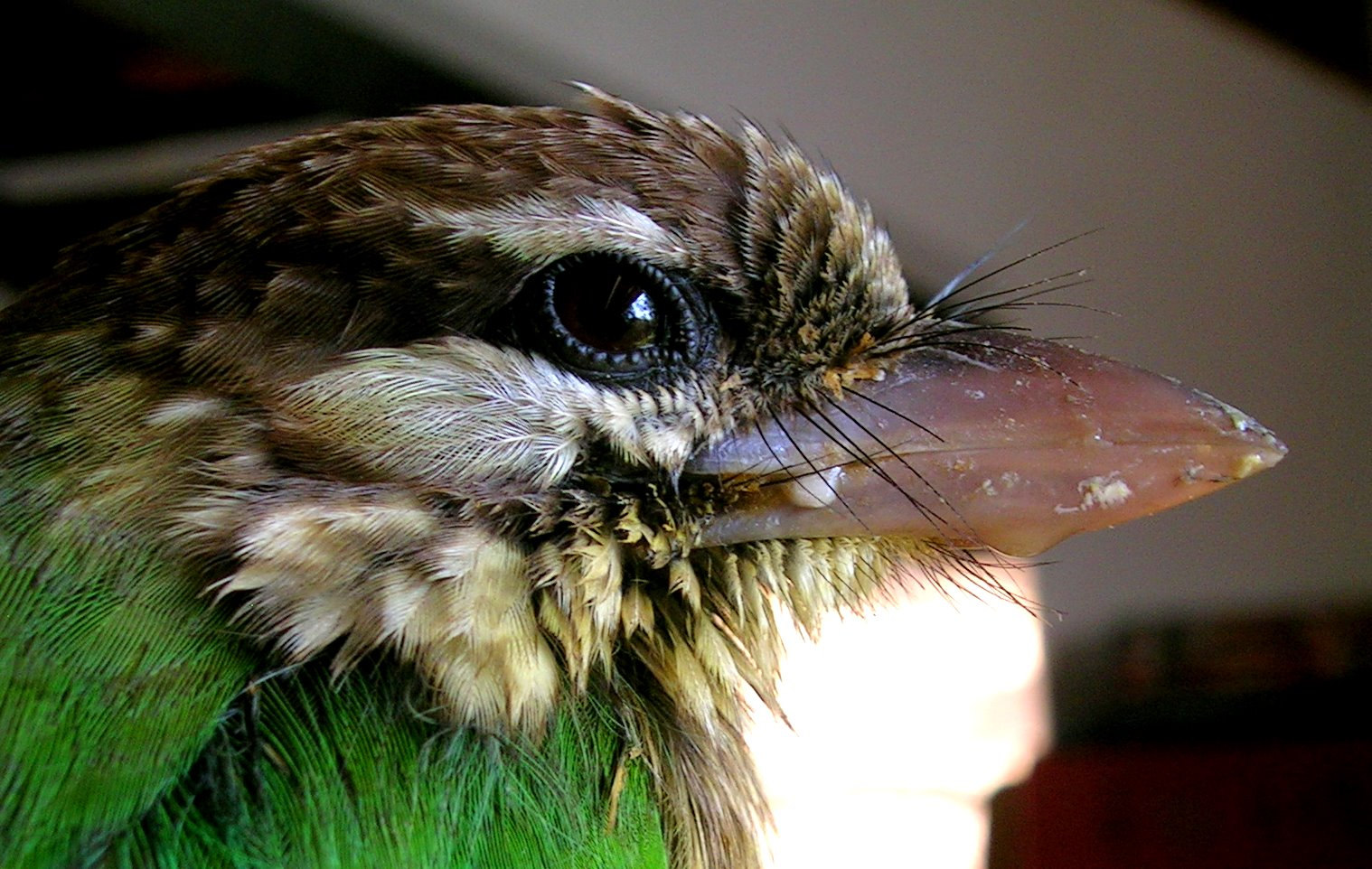
Les vibrisses autour du bec des Barbus, ici un Barbu vert, leur ont valu leur nom normalisé.

Les vibrisses ou plumes sétiformes sont des plumes tectrices modifiées très fines disposées le plus souvent sur le front et les commissures des yeux et au coin du bec, leur majeure partie (distale) étant dépourvue de barbes et réduite au rachis.
Comme les filoplumes, elles sont des récepteurs sensoriels chez les oiseaux comme les poils le sont pour les mammifères. Pour les rapaces nocturnes, naturellement presbytes, situées autour du bec, ces plumes serviraient à examiner leurs proies. 
Le terme sétiforme dérive du terme soie.